# Stenodynerus xanthianus
Stenodynerus xanthianus är en stekelart som först beskrevs av Henri Saussure 1870.  Stenodynerus xanthianus ingår i släktet smalgetingar, och familjen Eumenidae. Inga underarter finns listade i Catalogue of Life.